# Giorgio Braccialarghe
Giorgio Braccialarghe (Pallanza, 22 agosto 1911 – Roma, 8 luglio 1993) è stato un antifascista, partigiano e diplomatico italiano.

## Biografia
Suo padre Comunardo fu garibaldino seguace di Amilcare Cipriani, su posizioni internazionaliste, poi sia socialista rivoluzionario sia sindacalista, comunque tendente politicamente verso l'ideale libertario al punto tale che diversi storici lo classificano come anarchico, fu pure giornalista e scrittore, usando lo pseudonimo di Folco Testena e fu "maestro" del giovane Benito Mussolini quando quest'ultimo era da considerarsi un "sovversivo" di estrema sinistra.
Comunardo, agli ordini di Ricciotti Garibaldi, aveva partecipato alla guerra greco-turca nel 1897 e si era guadagnato il grado di sottotenente. Suo figlio Giorgio, anarchico, fu costretto all'esilio in Sud America dove divenne giornalista; ivi conobbe e fece amicizia con Federico García Lorca e José Ortega y Gasset

### In Spagna contro i fascisti
Giorgio Braccialarghe raggiunse la Spagna dopo il golpe di Francisco Franco e fece amicizia con Aldo Morandi e con Guido Picelli; quando quest'ultimo morì prese il comando della prima compagnia del Battaglione Garibaldi. Tale compagnia, secondo le indicazioni di Randolfo Pacciardi - che aveva immediatamente riconosciuto il valore di Braccialarghe e dei suoi uomini - fu chiamata Arditi ed utilizzò tecnica di combattimento similare e/o confrontabile a quella degli Arditi della prima guerra mondiale.

### In Francia nei campi di concentramento
Dopo la ritirata dalla Spagna dei miliziani antifascisti spagnoli verso la Francia fu internato con molti altri miliziani antifascisti nel campo d'internamento francese di Le Vernet.

### Un audace tentativo
Fuggito in qualche modo da Vernet, forse sfruttando pure il momento di confusione dovuto all'invasione germanica della Francia, ripara in Sud America, dove ha ancora molti contatti, ed arrivato in Argentina "escogita" un piano da lui stesso definito pazzesco per impedire che l'Italia fascista si alleasse alla Germania nazionalsocialista ovvero riunito un gruppo di ardimentosi compagni della forza di circa un centinaio di uomini pensa di salpare da Marsiglia per approdare a Nervi, zona del litorale di Genova in cui la ferrovia distava (ed ancora adesso è più o meno identica la posizione) metri o decine di metri dalle rocce sul mare.
L'idea di Giorgio Braccialarghe era un sabotaggio in modo da tagliare una delle maggiori vie di comunicazione verso la Francia e dopo raggiungere Genova, e basandosi pure sul valore e sullo spirito di abnegazione dei compagni, per iniziare una rivolta antifascista che se anche soccombente avrebbe creato confusione ed il regime non avrebbe potuto tener nascosto quanto accaduto. I poliziotti francesi asserviti all'invasore germanico fecero fallire il piano di Braccialarghe arrestandolo: di nuovo in carcere in Francia e poi rispedito in Italia viene inviato dal regime fascista a Ventotene.

### Manifesto di Ventotene
A Ventotene aderisce nel 1941 al "Manifesto" di Ernesto Rossi, Altiero Spinelli, Eugenio Colorni che era stato diffuso fra gli antifascisti al confino: tale dichiarazione di intenti, sulla struttura del federalismo europeo, prenderà il nome di Manifesto di Ventotene. Già Giuseppe Garibaldi aveva redatto un "Memorandum" per i potenti d'Europa nel 1860, in cui invitava all'unificazione dell'Europa stessa, in quanto, secondo Garibaldi, tale riunificazione sarebbe stata indispensabile per la pace nel continente.

### Ripresa della lotta contro i fascisti
In concomitanza dell'8 settembre del 1943 Giorgio Braccialarghe è liberato dal confino e si sposta a Roma, guidando le Squadre d'azione del Partito Repubblicano Italiano durante l'occupazione nazifascista. In seguito ne lascia il comando per essere paracadutato vicino a Pistoia, onde coadiuvare il coordinamento della Brigate Partigiane che avevano le Alpi Apuane come zona operativa.

## Dopo la Liberazione
Giorgio Braccialarghe si adopera quindi per la vittoria del Referendum per la Repubblica, a favore della Repubblica stessa, e intraprende la carriera diplomatica che lo porterà ad essere Ambasciatore italiano in Brasile e console in Argentina, fino al suo pensionamento da tali ruoli. Fu nell'agosto del 1943 tra i 31 fondatori del Movimento Federalista Europeo. Negli anni sessanta fu con Randolfo Pacciardi tra i fondatori dell'Unione Democratica per la Nuova Repubblica, movimento al quale restò legato fino allo scioglimento dello stesso nel 1980. 